# Džamuna (Bangladeš)
Reka Džamuna (bengalsko যমুনা, latinizirano: yamunā Jomuna) je ena od treh glavnih rek Bangladeša. Je spodnji tok reke Brahmaputra, ki izvira v Tibetu kot Yarlung Tsangpo, preden se izlije v Indijo in nato jugozahodno v Bangladeš. Džamuna teče proti jugu in se združi z reko Padma (Pôdda), blizu Goalundo Gata, preden se sreča z reko Meghna blizu Čandpurja. Nato se izliva v Bengalski zaliv kot reka Meghna.
Brahmaputra-Džamuna je klasičen primer prepletene reke in je zelo dovzetna za selitev kanalov in avulzije.
Zanjo je značilna mreža prepletenih kanalov s številnimi peščenimi gredami med njimi. Peščene grede, v bengalščini znani kot čars, ne zasedajo stalnega položaja. Reka jih odloži v enem letu, zelo pogosto se kasneje uničijo, in jih ponovno odloži v naslednji deževni sezoni. Proces erozije brežin in nanosov skupaj s ponovnim odlaganjem poteka nenehno, zaradi česar je težko natančno razmejiti mejo med okrožjem Pabna na eni strani in okrožji Mimensingh, Tangail in Dhaka na drugi strani. Zlom čara ali nastanek novega je tudi vzrok za veliko nasilja in sodnih sporov. Sotočje reke Džamuna in reke Padma je nenavadno nestabilno in dokazano je, da se je med letoma 1972 in 2014 preselilo proti jugovzhodu za več kot štirinajst kilometrov.

## Potek
V Bangladešu se Brahmaputri pridruži reka Testa (ali Tista), eden njenih največjih pritokov.
James Rennell je opravil raziskavo med letoma 1764 in 1777 in njegovi zemljevidi so eni najzgodnejših verodostojnih zemljevidov Bengalije. Na teh zemljevidih je prikazano, da Testa teče skozi severno Bengalijo v več krakih - Punarbhaba, Atrai, Karatoya itd. Vsi ti potoki so se nižje združili z Mahanando, ki je zdaj najzahodnejša reka v severni Bengaliji in prevzela ime Hoorsagar, ki se je končno izlila v Ganges pri Džafarganju, blizu sodobnega Goalunda. Reka Hoorsagar še vedno obstaja, saj je skupni izliv Barala, razlivnega kanala Gangesa, Atraija, Džamune ali Džamunesvari (ni glavne Džamune, skozi katero zdaj teče Brahmaputra) in Karatoje, vendar namesto ko pade v Ganges, pade v glavno Džamuno, nekaj kilometrov nad sotočjem s Padmo pri Goalundu.
Pod Testo se Brahmaputra razdeli na dve razvodni veji. Zahodni krak, ki zajema večino toka reke, se nadaljuje proti jugu kot Džamuna (Džomuna), da se združi s spodnjim tokom Gangesa, imenovanega reka Padma (Pôdda). Vzhodna veja, prej večja, zdaj pa precej manjša, se imenuje spodnja ali stara Brahmaputra (Bromhoputro). Zavije proti jugovzhodu, da se združi z reko Meghna blizu Dake. Padma in Meghna se združita blizu Čandpurja in se izlijeta v Bengalski zaliv. Ta zadnji del reke se imenuje Meghna.
V preteklosti je bil tok spodnje Brahmaputre drugačen in je potekal skozi okrožji Džamalpur in Mimensingh. V velikem potresu 2. aprila 1762 se je glavni kanal Brahmaputre na točki Bhahadurabad preusmeril proti jugu in odprl kot Džamuna zaradi rezultata tektonskega dviga trakta Madhupur.
Džamuna je zelo široka reka. Med deževjem je od brega do brega približno 8–13 km. Tudi v sušnem obdobju, ko se vode umirijo, je širina komaj manjša od 3–5 km.
Džamuna je bila do leta 1996 ovira pri vzpostavljanju neposredne cestne povezave med glavnim mestom Daka in severnim delom Bangladeša, bolj znanim kot Rajšahi Division. To je bilo ublaženo z dokončanjem večnamenskega mostu Džamuna. Je tudi zelo pomembna plovna pot. Plovna je vse leto z velikimi tovornimi in potniškimi parniki. Pred delitvijo Bengalije leta 1947 so potniški parniki vozili do Dibrugarha v zvezni državi Asam v indijski Uniji. Trenutno dve trajektni liniji povezujeta okrožje Pabna z okrožji Mimensingh, Tangail in Daka. Bangladeška železnica vzdržuje trajektno povezavo med Seradžganjem v Pabni in Džaganathganjem v Mimensinghu. Drugo trajektno storitev med Nagarbarijem v Pabni in Aričo v Daki upravlja oddelek C & B.